# EM i skaterhockey
Europamesterskabet i skaterhockey er et mesterskab for europæiske skaterhockeylandshold, som er afholdt af International Inline-Skaterhockey Federation (IISHF) siden 1997. Der afvikles mesterskaber for både mænd og kvinder.

## Afholdte mesterskaber

### Mænd
| EM      | Guld           | Sølv           | Bronze         | Hold | Værtsby     | Danmarks plac. |
| ------- | -------------- | -------------- | -------------- | ---- | ----------- | -------------- |
| EM 1997 | Storbritannien | Tyskland       | Schweiz        | ?    | Kaarst      | ?              |
| EM 2000 | Tyskland       | Danmark        | ?              | ?    | Brighton    | Nr. 2          |
| EM 2002 | Schweiz        | Tyskland       | Danmark        | ?    | Bussy       | Nr. 3          |
| EM 2003 | Tyskland       | Schweiz        | Danmark        | ?    | Doncaster   | Nr. 3          |
| EM 2004 | Schweiz        | Tyskland       | Danmark        | ?    | Torquay     | Nr. 3          |
| EM 2005 | Tyskland       | Schweiz        | Danmark        | ?    | Kaarst      | Nr. 3          |
| EM 2006 | Tyskland       | Schweiz        | Østrig         | 7    | Lugano      | Nr. 4          |
| EM 2007 | Tyskland       | Schweiz        | Storbritannien | 7    | Steindorf   | Nr. 7          |
| EM 2008 | Tyskland       | Storbritannien | Schweiz        | 7    | Stegersbach | Nr. 4          |
| EM 2009 | Schweiz        | Danmark        | Storbritannien | 7    | Lugano      | Nr. 2          |
| EM 2010 | Danmark        | Schweiz        | Tyskland       | 7    | Lugano      | Nr. 1          |
| EM 2011 | Tyskland       | Storbritannien | Danmark        | 8    | Stegersbach | Nr. 3          |
| EM 2012 |                |                |                |      | Givisiez    |                |

### Kvinder
| EM      | Guld     | Sølv     | Bronze         | Hold | Værtsby     | Danmarks plac. |
| ------- | -------- | -------- | -------------- | ---- | ----------- | -------------- |
| EM 1997 | Tyskland | Danmark  | Schweiz        | ?    | ?           | Nr. 2          |
| EM 1998 | Tyskland | ?        | ?              | ?    | København   | ?              |
| EM 1999 | Tyskland | ?        | ?              | ?    | ?           | ?              |
| EM 2000 | Tyskland | ?        | ?              | ?    | København   | ?              |
| EM 2002 | Tyskland | Schweiz  | Danmark        | ?    | Kerkdriel   | Nr. 3          |
| EM 2003 | Tyskland | Danmark  | ?              | ?    | Essen       | Nr. 2          |
| EM 2004 | Danmark  | Tyskland | Storbritannien | ?    | Essen       | Nr. 1          |
| EM 2007 | Tyskland | Schweiz  | Østrig         | 4    | Steindorf   | Nr. 4          |
| EM 2008 | Danmark  | Tyskland | Schweiz        | 4    | Århus       | Nr. 1          |
| EM 2009 | Tyskland | Østrig   | Danmark        | 4    | Stegersbach | Nr. 3          |